# Wolfgang Glaner
Wolfgang Glaner († 1624 oder 1625) war ein deutscher Goldschmied und Ratsherr in Weilheim. Er war als Goldschmied von 1568 bis 1570 für Herzog Albrecht V. von Bayern und später für das Kloster Wessobrunn tätig.

## Werke
- Reliquienkreuz, 1595. Kunstsammlungen des Stift Stams, Österreich